# Zodarion bifidum
Espèce
Zodarion bifidum est une espèce d'araignées aranéomorphes de la famille des Zodariidae.

## Distribution
Cette espèce est endémique de la wilaya de Biskra en Algérie,.

## Description
Le mâle holotype mesure 3,85 mm, les mâles mesurent de 3,69 à 3,85 mm.

## Systématique et taxinomie
Cette espèce a été décrite par Shafaie et Pekár en 2025.

## Publication originale
- Shafaie, Pekár, Korba, Doumandji & Berretima, 2025 : « Contribution to the zodariid spider fauna (Araneae: Zodariidae) of Algeria. » Journal of Natural History, vol. 59, no 25/28, p. 1895-1916.